# Ро (провінція Феррара)
Ро (італ. Ro) — муніципалітет в Італії, у регіоні Емілія-Романья, провінція Феррара.
Ро розташоване на відстані близько 350 км на північ від Рима, 60 км на північний схід від Болоньї, 14 км на північний схід від Феррари.
Населення — 3291 особа (2014).

## Демографія
Населення за роками:

Станом на 31 грудня 2014 року в муніципалітеті офіційно проживали 184 іноземці з 22 країн, серед них 38 громадян країн Євросоюзу та 19 громадян України.

## Сусідні муніципалітети
- Берра
- Канаро
- Коппаро
- Креспіно
- Феррара
- Гуарда-Венета
- Полезелла